# Bocas
Bocas (em grego: Βώχας; romaniz.: Bóchas) foi um oficial bizantino de origem huna, ativo no reinado do imperador Justiniano (r. 527–565). Doríforo de Belisário, apareceu em 537, quando lutou em junho fora da Porta Pinciana contra os godos de Vitige (r. 536–540) que estavam sitiando Roma. Depois naquele dia, foi enviado para ajudar Martinho e Valeriano no Campo de Nero. Eles conseguiram fazer os godos retrocederem, mas Bocas foi ferido gravemente na perseguição. Foi escoltado em segurança a Roma, mas morreu devido às suas feridas três dias depois. Segundo Procópio de Cesareia, ainda era jovem nesse momento.
Seu nome foi variadamente descrito como de origem iraniana por Ferdinand Justi e turca por Otto Maenchen-Helfen. Justi não rastreou a etimologia para a palavra, e Maenchen-Helfen sugere que deve ter se baseado em Beuca, um rei dos sármatas no sul da Panônia ca. 470 que foi citado na Gética. Para ele, o nome deriva de *Bochan, sendo também possível que derive do termo com ou sem complemento buqa (buya), "touro", que é muito frequente em nomes desde muito cedo entre todos os turcos.